# 小澤正俊
小澤 正俊（おざわ まさとし、1943年2月23日 - ）は、日本の実業家。第15代大同特殊鋼代表取締役社長。

## 来歴
1966年に京都大学工学部を卒業後、大同製鋼株式会社（現大同特殊鋼株式会社）に入社。1996年に取締役知多工場長。2000年に常務取締役。2004年に代表取締役社長。2010年に代表取締役会長、一般財団法人中部生産性本部会長。2014年に新東工業株式会社取締役。2015年に大同特殊鋼株式会社相談役。2016年にオークマ株式会社取締役。